# Camiel Eurlings
Camiel Eurlings (prononcé en néerlandais : [ˈkaːmil ˈøːrlɪŋs]), né le 16 septembre 1973 à Fauquemont, est un homme politique et chef d'entreprise néerlandais, membre de l'Appel chrétien-démocrate (CDA).
Représentant à la Seconde Chambre du 19 mai 1998 au 20 juillet 2004, il entre à cette date au Parlement européen. Eurlings est nommé ministre des Transports et des Voies d'eau, dans le quatrième cabinet de Jan Peter Balkenende, le 22 février 2007. Il renonce à son mandat parlementaire européen et conserve son poste ministériel jusqu'à l'entrée en fonction du Premier ministre libéral-démocrate Mark Rutte, le 14 octobre 2010.
Il est par la suite nommé président-directeur général de KLM le 1er juillet 2013, mais démissionne de ce poste le 15 octobre 2014, Pieter Elbers prenant sa succession. Camiel Eurlings est, en outre, membre du Comité international olympique de 2013 à 2018.

## Distinctions
- Officier de l'ordre d'Orange-Nassau